# Дряновска река
Дряновска река (в горното ѝ течение наричана Радевска река, после Плачковска река и Тревненска река) протича в Северна България – област Габрово (общини Трявна и Дряново) и Област Велико Търново (община Велико Търново).
Тя е ляв приток на река Белица от басейна на Янтра. Дължината ѝ е 59,3 km, която ѝ отрежда 67-о място сред реките на България.

## Описание
Извира от югозападното подножие на връх Каменарката (1072 m) в Тревненска планина, на 980 m н.в. под името Плачковска река, наричана и Радевска река (от с. Радевци). До град Плачковци тече в дълбока залесена долина, като в града в нея се вливат 2 рекички (Стоевска река и р. Поточе. Нататък се нарича Тревненска река. Долината ѝ се разширява до град Трявна, след което отново навлиза в дълбока и залесена долина. Между селата Дурча и Царева ливада долината ѝ отново се разширява, след което образува дълбок, трудно проходим пролом в източната част на Стражата, където се намира Дряновският манастир. След град Дряново долината ѝ за пореден път става широка и западно от град Дебелец се влива отляво в река Белица, на 144 m н.в.
Площта на водосборния басейн на Дряновска река е 335,6 km², което представлява 45,4 % от водосборния басейн на река Белица.
Притоци – → ляв приток, ← десен приток:
- → Дълбоки дол
- → Самаринска река
- → Енчовска река
- → Андъка
- ← Брусин дол

Средногодишният отток на реката при село Царева ливада е 2,06 m³/s, като максимумът е от март до юни, а минимумът е през юли – октомври.
По течението на реката са разположени 12 населени места, вкл. 4 града и 8 села:
- Област Габрово

- Община Трявна – Радевци, Плачковци, Азманите, Трявна, Стайновци;
- Община Дряново – Дурча, Царева ливада, Дряново, Ганчовец, Саласука, Соколово;

- Област Велико Търново

- Община Велико Търново – Дебелец.

По долината на реката преминават 2 пътя от Републиканската пътна мрежа:
- 18,4 km (от Дебелец до Дряново) от първокласен път № 5 Русе – Стара Загора – Маказа;
- 20,8 km (от с. Радевци до с. Царева ливада) от третокласен път № 609 Дъбово – Трявна – Дряново.

По цялата долина на реката, от село Радевци до град Дебелец, с изключение на 4 km от най-горното ѝ течение, преминава трасето на железопътната линия Русе – Стара Загора – Подкова.
В живописния пролом на реката между Царева ливада и Дряново е сгушен Дряновският манастир „Свети архангел Михаил“, а наблизо, в отвесните скали на пролома, е входът на облагородената пещера „Бачо Киро“

## Топографска карта
- Лист от карта K-35-40. Мащаб: 1 : 100 000.
- Лист от карта K-35-39. Мащаб: 1 : 100 000.
- Лист от карта K-35-38. Мащаб: 1 : 100 000.